# Khalifa Bin Omair
Khalifa Bin Omair (ar. خليفة بن عمير; ur. w 1968) – emiracki kolarz szosowy, dwukrotny olimpijczyk.
W igrzyskach olimpijskich brał udział po raz pierwszy w Seulu w 1988 roku, nie ukończył jednak jazdy indywidualnej, podobnie jak cztery lata później w Barcelonie. W hiszpańskich zawodach wystąpił jeszcze w drużynowej jeździe na czas, ekipa Zjednoczonych Emiratów Arabskich zajęła 23. miejsce, wyprzedzając siedem drużyn.